# نگین زمردی
نگین زمردی (۲ اردیبهشت ۱۳۵۲) آهنگ‌ساز و نوازندهٔ پیانو اهل ایران است.

## زندگی و حرفه
نگین زمردی در سال ۱۳۵۲ در تهران به دنیا آمد. نوازندگی پیانو را از کودکی نزد استادان چون وسکی اوهانسیان و فریماه قوام‌صدری آموخت. پس از اتمام تحصیلاتش در رشتهٔ مهندسی نساجی از دانشگاه صنعتی امیرکبیر در سال ۱۳۷۵، به دلیل عشقی که به موسیقی داشت، به سراغ بحث‌های جدی‌تری در زمینهٔ آهنگ‌سازی رفت و در نهایت وارد دانشگاه هنر تهران شد و کارشناسی ارشد خود را در رشتهٔ آهنگ‌سازی در سال ۱۳۸۸ با رتبهٔ برتر دریافت کرد. او همچنین دوره‌های تخصصی تئوری و هارمونی را در کنسرواتوار موسیقی تورنتوی کانادا (RCM) گذراند و با دیدگاه‌های تازه در این زمینه آشنا شد.
از آن پس، آثار مختلفی از او منتشر و در جشنواره‌ها و سالن‌های کنسرت، از جمله تالار رودکی، اجرا شد؛ از جملهٔ آن‌ها قطعهٔ «سایه» برای فلوت و پیانو در جشنوارهٔ آهنگ‌سازان معاصر تهران، کوارتت زهی «ناگهان» توسط گروه چهارنوازی ایرانیِ «چهارگان»، کوارتت زهی «کوچ» توسط «کوارتت رِسپینا»، و قطعهٔ «رقص پروانه» در شب پیانوی آهنگ‌سازان معاصر اجرا شد.
نگین زمردی علاوه بر آهنگ‌سازی، دستی در بداهه‌نوازی دارد و در جشنوارهٔ «شب‌های موسیقی فرشته» او یک شب از اجراها را به خود اختصاص داد.
از مهر ۱۳۸۹ «نشست‌های تخصصی گذر موسیقی» با هدف ارتباط پیوستهٔ نوازندگان، آهنگ‌سازان، استادان، پژوهشگران موسیقی و همچنین ارتقای سطح دانش هنرجویان در ایران به همت او راه‌اندازی شد. او حمایت مادی و معنوی این جلسات را که به صورت ماهانه در شهر کتابهای تهران و در محل آکادمی گذر موسیقی برگزار می‌شود، به عهده گرفته‌است. زمردی چند سالی در دانشگاه هنر و دانشگاه آزاد اسلامی مشغول تدریس مباحث موسیقی در سطوح کارشناسی و کارشناسی ارشد بود و پس از تأسیس آکادمی موسیقی گذر در سال ۱۳۹۴ مدیریت آن را بر عهده گرفت.

## آثار
- کتاب موسیقی اثر من، نوشتهٔ کوین اُلسون و وین-آن رُسی، ترجمهٔ نگین زمردی، تهران: ماهور، ۱۳۹۵، دو مجلد، رحلی، شابک: ۴-۹۶-۸۰۲۶۰۴-۹۷۹[۳][۴]
- قطعهٔ «اتم» در سال ۱۳۹۱ در آلبوم گوش پنج از مجموعه‌آثار آهنگ‌سازان معاصر، توسط انتشارات ماهریز منتشر شد.[۵]
- در سال ۱۳۹۲ کوارتت‌های زهی او در آلبوم رؤیای گریز منتشر و در سالن ارسباران تهران توسط کوارتت زهی اروند اجرا شد.[۶][۷]
- آثار پیانوییِ او در سال ۱۳۹۳ در آلبوم مسیر نگاهت منتشر شد و پارتیتور این قطعات در کتابی به همین نام توسط انتشارات عطایی انتشار یافت.[۸]
- از دیگر فعالیت‌های او ترجمهٔ مجموعه کتاب‌های آموزش آهنگ‌سازی به نام موسیقی اثر من است که توسط مؤسسهٔ فرهنگی-هنری ماهور در سال ۱۳۹۴ به چاپ رسید.
- آلبوم کاشفان فروتن فردا، از مجموعه‌آثار آهنگ‌سازان معاصر ایرانی، که به همت نشر بتهوون در سال ۱۳۹۵ انتشار یافت. کوئینتت زهی او با نام «بدرود» که در ارمنستان اجرا و ضبط شده، جزو این آلبوم منتشر شده‌است.
- بداهه‌نوازی‌های پیانوی او همراه با سازهای سنتی، در سال ۱۳۹۶ در آلبوم سراب و حباب توسط نشر نوفه منتشر شد.[۹][۱۰]
- آلبوم درون کوچ، که توسط نشر هرمس در سال ۱۳۹۷ منتشر شد، مجموعه‌آثار سمفونیک اوست که در استودیو رادیو و تلویزیون پراگ به رهبری باربد بیات توسط ارکستر متروپولیتن پراگ اجرا و ضبط شد.[۱۱]
- سرپرستی و نوازندگی «آنسامبل گذر موسیقی» در چهارمین کنفرانس همکاری بین‌اللملی محک، اسفند ۱۳۹۵.
- قطعهٔ «سراب آخر» (برای پیانو، سه‌تار و موسیقی الکترونیک) از آثار او به‌عنوان اولین ترَکِ آلبوم These are Our Friends Too انتخاب و در شهریور ۱۳۹۸ در لندن منتشر شد.

## جوایز و افتخارات
- مجموعه قطعات سمفونیک نگین زمردی به نام «فنا» در سال ۱۳۹۰ برندهٔ جایزهٔ بیست و هفتمین جشنوارهٔ بین‌المللی فجر شد.[۱۲]